# Ludwig Gernhardt
Ludwig Gernhardt (* 1882; † 25. November 1937 in München) war ein deutscher Heimatforscher.
Gernhardt wirkte in München in der ersten Hälfte des 20. Jahrhunderts. Seine Manuskripte sowie auch die seines Kollegen Sebastian Hüttl sind im Zweiten Weltkrieg verloren gegangen. Ludwig Gernhardt widmete sich vor allem der Geschichte bayerischer Gemeinden. Beerdigt wurde er im Münchner Ostfriedhof. Das Grab ist mittlerweile neu
vergeben.

## Werke
- Fastenspiele und Fastenumgänge in Dingolfing; in: Der Sammler. Belletristische Unterhaltungsbeilage zur "München Augsburger Abendzeitung." 85. Jahrg. 1916. Nr. 48
- Beiträge zur Geschichte der Stadt Berching aus Anlaß d. 1000-Jahrfeier Berchings, Boegl, Band 2, Neumarkt Opf., 1926[2]
- Merkwürdiges aus Zeilhofen; in: Der Heimgarten (Beilage zur Dorfener Zeitung) vom 12. Juni 1926
- Frater Teszellin Aiblinger aus Pfarrkirchen; in: Rottgau einst und jetzt, Heimatbeilage des "Rottaler Bote" (Pfarrkirchen) Nr. 3, S. 12. Pfarrkirchen 1927
- Geschichtliches von Geratskirchen und Umgebung; in: Heimatblätter, Beilage zum "Rottaler Anzeiger" (Eggenfelden), 1928, Nr. 11, S. 1 f.
- Loderham; in: Rottgau einst und jetzt, Heimatbeilage des "Rottaler Bote" (Pfarrkirchen) Nr. 8, 1931, S. 31 f.
- Amelgering; in: Heimatblätter, Beilage zum "Rottaler Anzeiger" (Eggenfelden), 1932, Nr. 12, S. 2
- Geschichte der Gemeinde Parsdorf, Band 2, München, 1933[2]
- Der letzte Abt von Waldsassen. Zur Erinnerung an den Geburtstag des Abtes Athanasius Hettenkofer am 2. Dezember 1735, in: Die Oberpfalz 29 (1935) 229–231[3]
- Geschichte des Handwerks der Maler und Lackierer in München, Kallmünz, 1937[2]

- eine detaillierte Darstellung der Geschichte der Marktgemeinde Grassau im Chiemgau (1931): Das unveröffentlichte Manuskript liegt im Grassauer Gemeindearchiv.[4]